# Koprivnica (bolezen)
Koprívnica ali urtikárija je kožna bolezen, pri kateri se pojavijo zelo srbeči, izbokli, rdeče obrobljeni izpuščaji (koprivke ali urtike). Srbenje lahko spremlja tudi pekoč občutek ali zbadanje. Pogosto se izpuščaj seli po koži. Značilno koprivnica traja nekaj dni in ne povzroča dolgotrajnih kožnih sprememb. Redko, v manj kot 5 % primerov, traja dlje kot šest tednov; v tem primeru govorimo o kronični koprivnici. Pri bolnikih se koprivnica pogosto ponavlja.
Koprivnica se pogosto pojavi po okužbi ali kot posledica alergijske reakcije, na primer na zdravila, pike žuželk ali hrano. Sprožitelj je lahko tudi psihološki stres, nizka temperatura ali vibracije. Pri okoli polovici bolnikov vzrok ostane nepojasnjen. Tveganje za pojav koprivnice je večje pri bolnikih s senenim nahodom ali astmo. Diagnoza temelji na simptomatiki. Alergijska reakcija se lahko potrdi s krpičnim testom.
Bolnik lahko prepreči nastanek koprivnice, tako da se izogina sprožitelju. Za lajšanje simptomov se pogosto uporabijo antihistaminiki, na primer difenhidramin ali ranitidin. V hujših primerih se lahko uporabijo tudi kortikosteroidi ali zaviralci levkotriena. Pomaga lahko tudi zadrževanje bolnika v prostoru z nižjo temperaturo. Pri bolnikih, pri katerih koprivnica traja več kot šest tednov, je lahko potrebno tudi zdravljenje z zaviralci imunskega sistema, kot je ciklosporin.
Okoli 20 % ljudi doživi koprivnico vsaj enkrat v življenju. Kratkotrajna oblika koprivnice se pojavlja z enako pogostnostjo pri obeh spolih, dolgotrajnejša koprivnica je pa pogostejša pri ženskah. Kratkotrajnejša oblika koprivnice je pogostejša pri otrocih, medtem ko je dolgotrajnejša koprivnica pogostejša pri bolnikih v srednji starosti.
Koprivnico so opisali že v času Hipokrata. Latinski izraz urticaria izhaja iz besede za koprivo, urtica. Tudi v slovenščini je bolezen poimenovana po koprivi. Kožne spremembe, ki se pojavljajo pri koprivnici, so namreč podobne kožnim spremembam, ki nastanejo po stiku s koprivo.

## Znaki in simptomi
Značilne izbokle, z rdečino obdane kožne spremembe, imenovane koprivke, se lahko pojavijo kjerkoli na površini kože. Ne glede na to, ali je koprivnica posledica alergijske reakcije ali ne, se pri koprivnici iz kožnih pitank (mastocitov) sproščajo vnetni posredniki, ki povzročijo iztok tekočine iz površinskih krvnih žil v tkivo. Koprivke so v obliki drobnega izpuščaja do velikosti nekaj centimetrov v premeru.